# Чемпионат Южной Америки по волейболу среди мужчин 2013
30-й чемпионат Южной Америки по волейболу среди мужчин проходил с 6 по 10 августа 2013 года в Кабу-Фриу (Бразилия) с участием 5 национальных сборных команд. Чемпионский титул в 29-й раз в своей истории и в 24-й раз подряд выиграла сборная Бразилии.

## Команды-участницы
Аргентина, Бразилия, Колумбия, Парагвай, Чили.
Отказались от участия Венесуэла и Уругвай.

## Система проведения чемпионата
Первоначально формула проведения соревнований включала в себя групповой раунд (2 группы по 3 команды) с последующей стадией плей-офф, но после отказа от участия за день до старта сборной Венесуэлы было принято решение провести среди оставшихся 5 команд однокруговой турнир, по результатам которого была определена итоговая расстановка мест.
За победы со счётом 3:0 и 3:1 команды получали по 3 очка, за победы 3:2 — по 2, за поражения 2:3 — по 1 очку, за поражения 0:3 и 1:3 очки не начислялись.

## Результаты
В скобках в колонке В (выигрыши) — количество побед со счётом 3:2, в колонке П (поражения) — поражений 2:3.
| М | Команда   | 1   | 2   | 3   | 4   | 5   | И | В     | П     | С/П  | О  |
| - | --------- | --- | --- | --- | --- | --- | - | ----- | ----- | ---- | -- |
| 1 | Бразилия  |     | 3:2 | 3:0 | 3:0 | 3:0 | 4 | 4 (1) | 0     | 12:2 | 11 |
| 2 | Аргентина | 2:3 |     | 3:0 | 3:0 | 3:0 | 4 | 3     | 1 (1) | 11:3 | 10 |
| 3 | Колумбия  | 0:3 | 0:3 |     | 3:2 | 3:0 | 4 | 2 (1) | 2     | 6:8  | 5  |
| 4 | Чили      | 0:3 | 0:3 | 2:3 |     | 3:1 | 4 | 1     | 3 (1) | 5:10 | 4  |
| 5 | Парагвай  | 0:3 | 0:3 | 0:3 | 1:3 |     | 4 | 0     | 4     | 1:12 | 0  |

6 августа: Аргентина — Чили 3:0 (25:23, 25:21, 25:16); Бразилия — Парагвай 3:0 (25:7, 25:9, 25:5).
7 августа: Чили — Парагвай 3:1 (22:25, 25:16, 25:20, 25:21); Бразилия — Колумбия 3:0 (25:15, 25:18, 25:12).
8 августа: Колумбия — Чили 3:2 (18:25, 25:17, 23:25, 25:22, 18:16); Аргентина — Парагвай 3:0 (25:13, 25:10, 25:15).
9 августа: Аргентина — Колумбия 3:0 (25:17, 25:9, 25:17); Бразилия — Чили 3:0 (25:19, 25:19, 25:17).
10 августа: Колумбия — Парагвай 3:0 (25:23, 25:13, 25:15); Бразилия — Аргентина 3:2 (19:25, 25:20, 25:19, 24:26, 15:10).

## Итоги

### Положение команд
| Бразилия    |
| Аргентина   |
| Колумбия    |
| 4. Чили     |
| 5. Парагвай |

Бразилия и Аргентина квалифицировались на чемпионат мира 2014 года.

### Призёры
Бразилия: Бруно Мосса Резенде (Бруно), Валласе Мартинс ди Соуза (Валласе), Сидней дос Сантос (Сидан), Леандро Висотто Невес (Висотто), Уильям Аржона, Рикардо Лукарелли, Алан Барбоза Домингос (Алан), Луис Фонтелес (Липе), Маурисио Соуза, Ренан Буйатти (Ренан), Лукас Сааткамп (Лукас), Данте Гимарайнш Амарал (Данте), Марио да Силва Педрейра (Марио), Маурисио Боргес Алмейда Силва (Маурисио). Главный тренер — Бернардо Резенде (Бернардиньо).
  Аргентина: Пабло Кукарцев, Аугустин Рамонда, Мартин Рамос, Николас Уриарте, Родриго Кирога, Себастьян Соле, Федерико Перейра, Эзекиэль Паласиос, Пабло Крер, Лучано Де Чекко, Алексис Гонсалес, Бруно Романутти, Факундо Сантуччи, Пабло Бенголеа. Главный тренер — Хавьер Вебер.
  Колумбия: Андрес Писа, Даниэль Ванегас, Фавер Ривас, Хулиан Чури, Умберто Мачакон, Алехандро Морено, Хосе Полчлопек, Карлос Москера, Кристиан Паласиос, Хуан Камило Амбуила, Хуан Пабло Диас, Хосе Умберто Гарсия. Главный тренер — Орасио Дилер.

### Индивидуальные призы
MVP:  Сидан
Лучший связующий:  Бруно
Лучшие доигровщики:  Рикардо Лукарелли,  Родриго Кирога
Лучший блокирующие:  Сидан,  Себастьян Соле
Лучший диагональный:  Алехандро Морено
Лучший либеро:  Марио